# Miroir étrusque

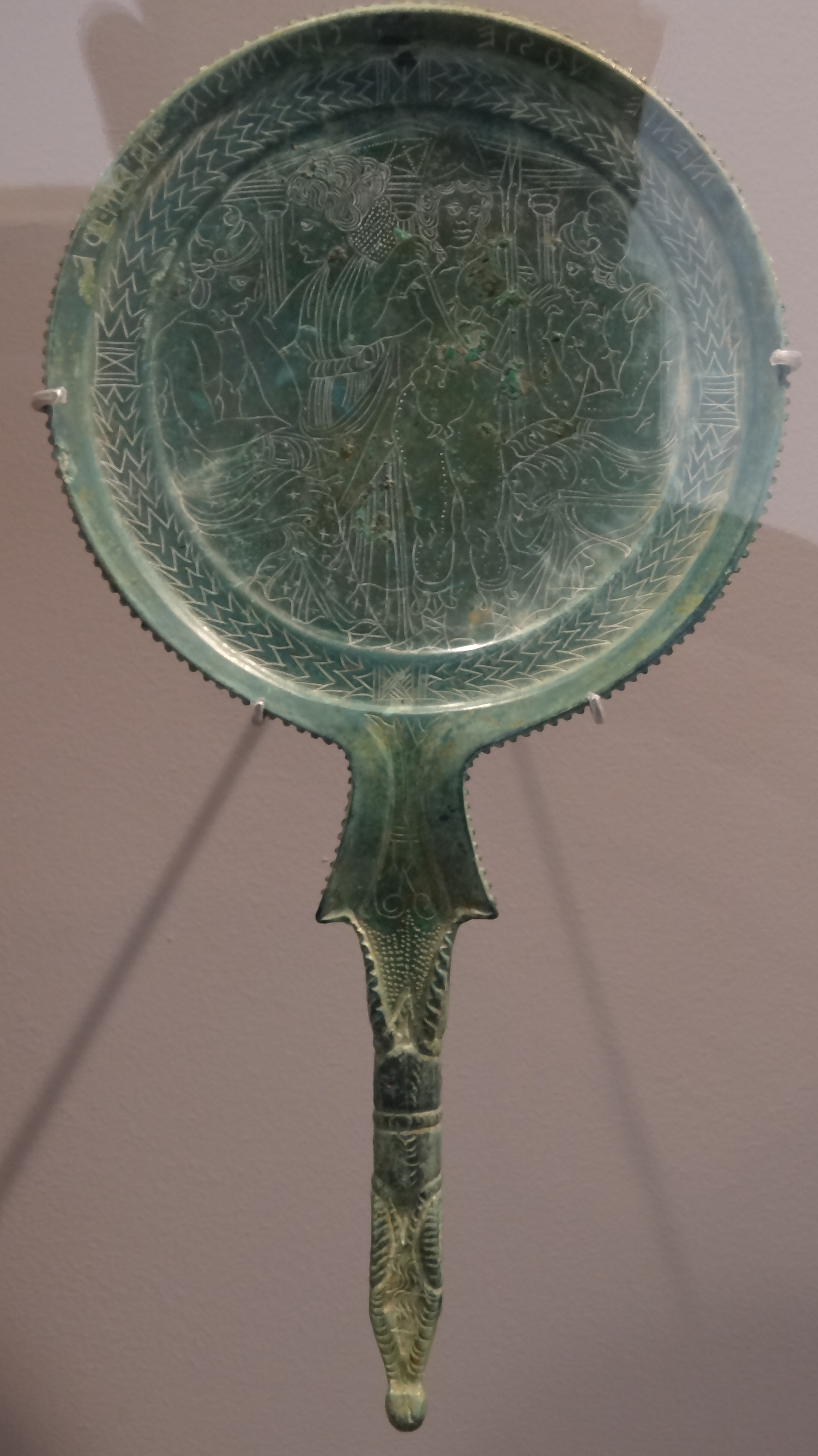
Exemplaire avec manche entier.

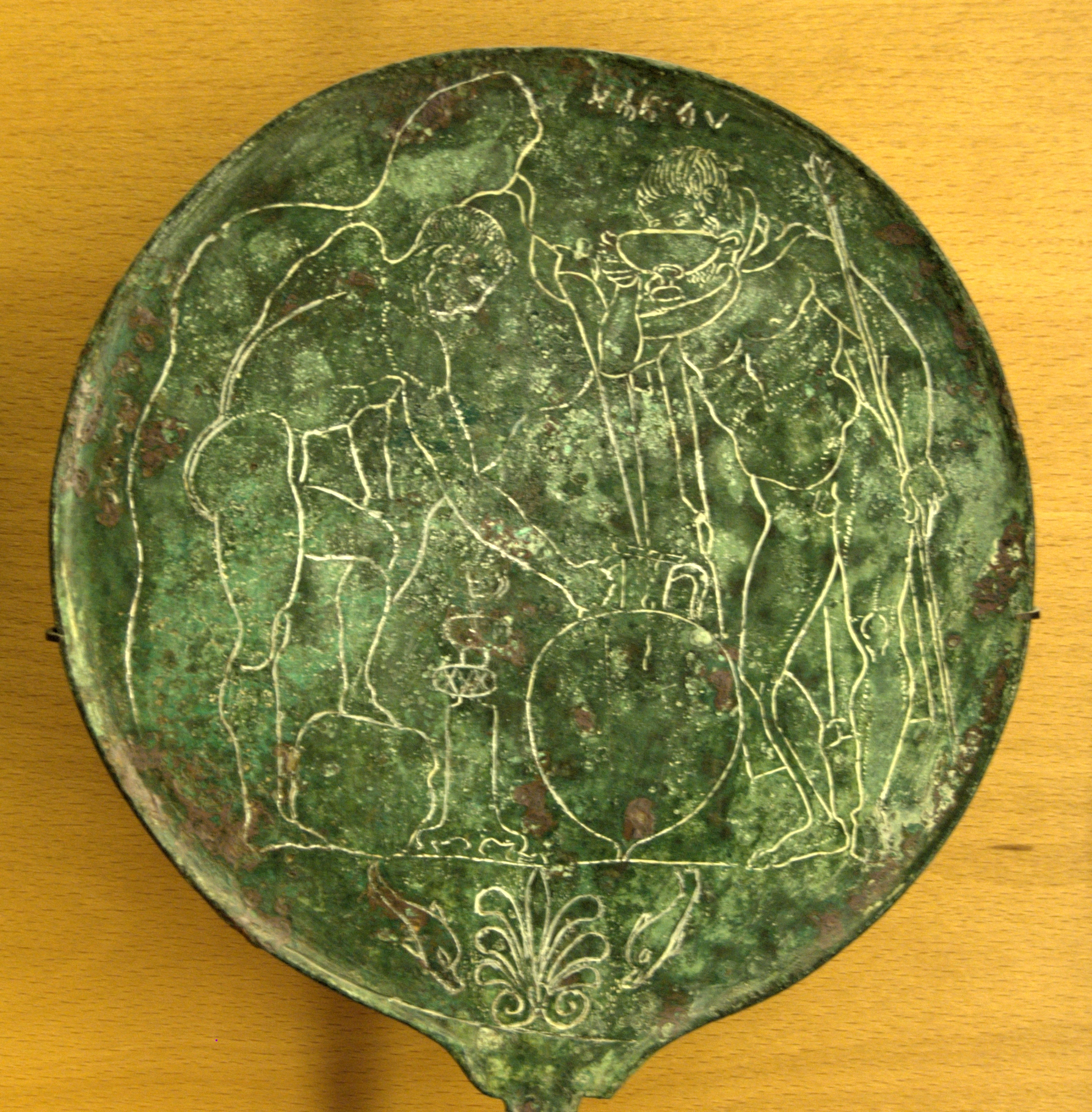
Miroir étrusque à manche, Musée du Louvre Paris.

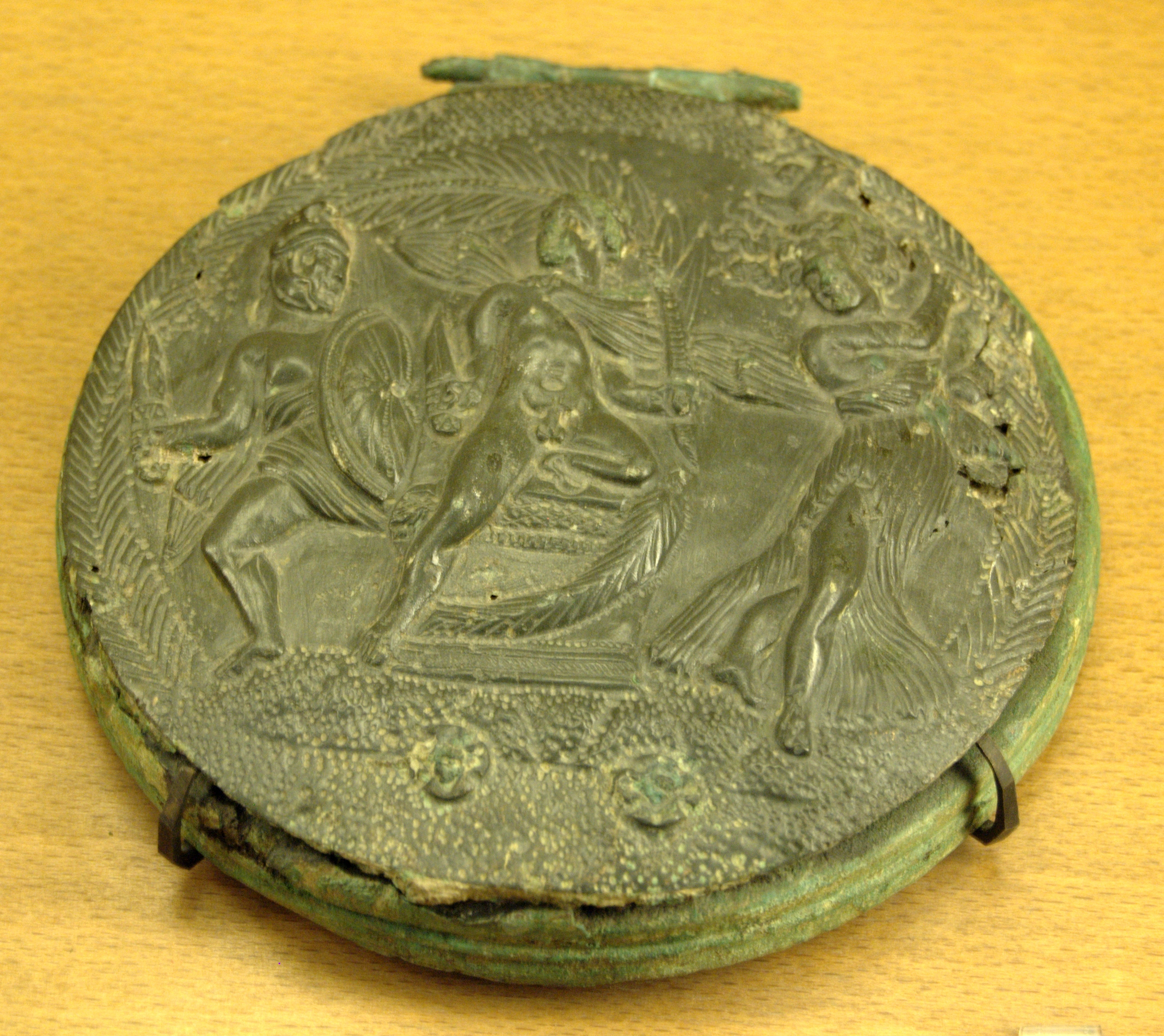
Miroir étrusque à boîte, Musée du Louvre Paris.

Le Miroir étrusque est un objet quotidien formé d'un disque en bronze légèrement concave et rendu réfléchissant par polissage du métal. Le Corpus Speculorum Etruscorum, publié depuis 1981, vise à publier de manière exhaustive les miroirs connus.

## Historique
L'art du miroir étrusque débuterait dans les années -530/-520 av. J.-C. Les plus anciens miroirs étrusques peuvent être datés de la fin du VIe siècle av. J.-C. On retrouve ces miroirs dans les tombeaux étrusques.

## Typologie
Le côté concave (appelé « droit ») est poli et réfléchissant, tandis que le côté convexe (appelé « revers ») est gravé au trait, au burin ou parfois moulé en relief avec des représentations de sujets mythologiques.

### Les miroirs à manche
Le miroir à manche, relié ou non au disque par une partie appelée « talon », est le plus répandu.
Leur disque est de différents diamètres. Les manches des miroirs ronds sont de deux types :
- Miroirs ronds à manche composé d'un manchon fixé sur une protubérance appelé « soie » ;
- Miroirs à manche massif, ronds ou piriformes.

#### Localisation actuelle
Les plus remarquables :
- Berlin, grand miroir étrusque rond, haut 31 cm - diamètre 20 cm ;
- Paris, Cabinet des Médailles, grand miroir rond haut 29,6 cm - diamètre 20,4 cm, poids 848 g. ;
- Bruxelles (deux miroirs à disque piriforme), dimensions du premier : hauteur 37 cm - 19,6 cm selon l'axe horizontal, poids 574,4 g. Dimensions du second : hauteur 38,3 cm - 20,5 cm selon l'axe horizontal, poids 772,2 g.

### Les miroirs-boîtes
Moins répandu.
Il s'agit de disques-miroirs en bronze sans manche, mais à couvercle. Une charnière permet de rabattre la partie supérieure faiblement convexe et réfléchissante faisant office de couvercle sur la partie inférieure légèrement concave.
Un anneau de suspension est serti dans la charnière, une petite poignée permet d'utiliser le couvercle dont la face supérieure est décorée en relief.

### Étuis quadrangulaires
Aucun exemplaire existant.
Il s'agit d'un écrin avec charnière et de forme carrée ou rectangulaire servant à conserver un miroir en bronze. Ce modèle apparaît sculpté sur des urnes cinéraires de Volterra, (fin du IIIe et  Ier siècle av. J.-C.).